# Max Yasgur
Max B. Yasgur (Nova Iorque, 15 de dezembro de 1919 - Marathon, 9 de fevereiro de 1973) foi um fazendeiro norte-americano, mais conhecido por ser o proprietário das terras nas proximidades da cidade de Bethel, onde foi realizado o Festival de Woodstock, em agosto de 1969.

## Vida de fazendeiro
Yasgur nasceu na cidade de Nova Iorque, filho de imigrantes judeus russos e cresceu na fazenda da família, estudando Direito na Universidade de Nova Iorque. Um conservador eleitor do Partido Republicano e partidário da Guerra do Vietnã, na época do Festival ele tinha 49 anos, era casado e pai de dois filhos. Sua fazenda tinha 650 vacas o que fazia dele o maior produtor de leite do Condado de Sullivan, estado de Nova Iorque, onde se localiza Bethel.

## Woodstock
Após as vilas de Saugerties (a cerca de 60 km da fazenda de Yasgur) e de Wallkill terem se negado a receber o festival - a segunda depois de um acordo já selado com seus produtores, ao se aperceberem do tumulto e da invasão de forasteiros que ele poderia trazer ao lugar - Max foi procurado e ofereceu alugar uma das áreas de sua fazenda por cerca de U$S50 mil. Pouco depois da notícia se espalhar entre os moradores de Bethel, ele começou a receber ameaças telefônicas anônimas, inclusive de queimá-lo vivo, enquanto outros, felizmente em maior número, lhe prestavam apoio, na expectativa de um crescimento na combalida economia da pequena cidade.

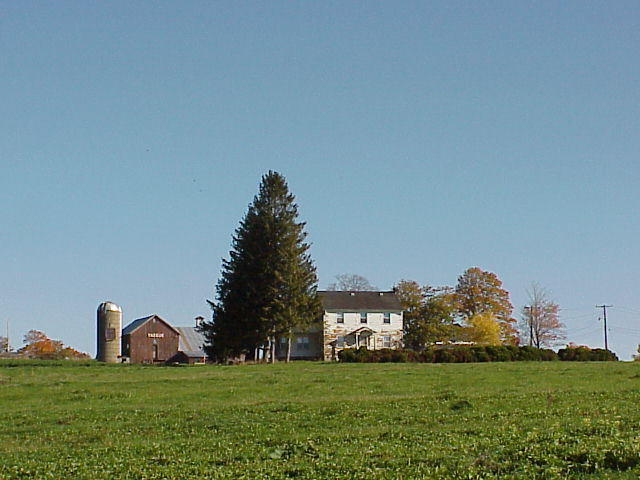
Visão da casa da fazenda de Max Yasgur, em 1999, na área onde se realizou o Festival de Woodstock, trinta anos antes.

A oposição dos moradores mais conservadores da cidade começou logo após o anúncio, pelos jornais e rádios, da mudança do local do festival para sua fazenda. Faixas eram erguidas por Bethel e suas redondezas com escritos como "Parem o Festival de Música Hippie de Max", "Não queremos 150.000 hippies aqui" ou "Não comprem mais leite". Yasgur, um homem magro e de óculos, disse depois que nunca esperou que o festival fosse tão grande, com mais de 1 milhão de pessoas presentes, mas que se "a distância entre as gerações tivesse que ser encurtada, nós, as pessoas mais velhas, deveríamos fazer mais do que tínhamos feito até aquele momento"
Ele fez um acordo com os produtores de fornecer comida a preço de custo ou de graça. Quando ouviu que moradores estavam vendendo água aos milhares de jovens que começavam a chegar para os concertos, ele colocou uma grande faixa vermelha na estrada que dava acesso à cidade com os dizeres "Água de graça" e numa reunião com alguns moradores socou a mesa e perguntou como 'alguém podia querer vender água?'. Seu filho Sam recorda-se que o pai 'reuniu a todos  e pediu que buscassem todas as garrafas de leite vazias da fazenda, enchessem de água e distribuíssem aos jovens e que também distribuíssem de graça todo o leite e seus derivados que tivessem estocados na fazenda.
Apesar de ser um homem de princípios conservadores, Max Yasgur acreditava firmemente na liberdade de expressão e estava indignado com a hostilidade de parte dos moradores de sua cidade contra "os hippies anti-guerra" que chegavam a Bethel. Isto tornou-se para ele uma causa pela qual lutar.

## Pós-Woodstock
Depois do encerramento do Festival de Woodstock, muitos dos vizinhos e amigos de Max viraram-lhe as costas e ele deixou de ser bem-vindo ao supermercado de Bethel, mas nunca se arrependeu de sua decisão. Em janeiro de 1970 foi processado por moradores pelos danos causados às propriedades durante o festival. No mesmo ano, recusou-se a alugar novamente a fazenda para uma segunda edição, dizendo que "tanto quanto eu saiba, estou voltando ao negócio de cuidar apenas de fazendas"
Em 1971, Yasgur vendeu sua fazenda de 600 acres e um ano e meio depois morreu na Flórida de ataque cardíaco, aos 53 anos. A revista Rolling Stone dedicou-lhe um obituário de página inteira, um dos poucos não-músicos a receberem tal homenagem de seus editores.

## Citação
| “ | Eu sou um fazendeiro. Não sei falar para um grupo de vinte pessoas, quanto mais para uma multidão como essa. Mas eu acho que vocês provaram algo ao mundo, não apenas à cidade de Bethel, ou ao Condado de Sullivan ou ao estado de Nova Iorque; vocês provaram algo ao mundo inteiro. Esta é a maior multidão que já se reuniu em algum lugar. Nós não tínhamos ideia da quantidade de gente que acabou vindo para cá e por causa disso vocês tiveram algumas necessidades como falta de água e comida. Os seus produtores tiveram um trabalho colossal para cuidar de vocês e de tudo por aqui e eles apreciariam o seu muito obrigado. Mas acima disso, vocês provaram ao mundo que meio milhão de meninos - e eu os chamo de meninos porque tenho filhos mais velhos que vocês - meio milhão de jovens podem reunir-se e ter três dias de diversão e música, e mais nada além de diversão e música. Deus os abençoe por isso! | ” |
| — discursando para a multidão do palco do Festival de Woodstock, em 17 de agosto de 1969, mostrado no filme Woodstock | |   |